# Jelena Kovalskaja
Jelena Kovalskaja (ryska: Елена Ковальская) är en rysk teaterkritiker, curator och lärare.
Hon undervisar i utländsk teaterhistoria vid Ryska institutet för teaterkonst (GITIS) Russian Institute of Theatre Arts(en), och är där ledare för ett master-program i social teater. Fram till att hon i protest mot Rysslands invasion av Ukraina 2022 avsade sig sin post var hon konstnärlig chef vid Meyerhold Center (TsIM), egentilgen Tsentr imeni Vsevoloda Meyercholda (Teater- och kulturcentrum uppkallat efter Vsevolod Meyerhold).

## Biografi
Kovalskaja har en examen i teaterkonst från GITIS. Mellan 1999 och 2012 var hon kritiker och medarbetare för tidskriften  Afisha(en), och sedan 2006 var hon curator för Lyubimovka New Playwrights Festival.
Sedan 2012 drev hon och Viktor Ryzjakov ett utbildningsprojekt, Skolan för teaterchefer, vid Meyerhold Center, där hon 2013 utnämndes till konstnärlig ledare. I början av 2019 intervjuades Kovalskaja om sina förhoppningar för teaterkonsten för det nya året. Hon var förväntansfull inför det officiella teateråret i Ryssland, och det kommande arrangemanget  Theatre Olympics(en) i Sankt Petersburg, men framhöll även att "It looks like the government is trying to tame the obstinate theater with carrots and sticks."
År 2020 blev Kovalskaja chef för Meyerhold Center(ru).
Efter Rysslands invasion av Ukraina 2022 i februari 2022 avsade hon sig i protest sin tjänst som chef för det statligt ägda Meyerhold Center. Hon skrev att det var "omöjligt att arbeta på uppdrag av en mördare och ta emot lön från honom". Hon ersattes av den serbiska regissören Emir Kusturica.